# 白虎加人参湯
白虎加人参湯（びゃっこかにんじんとう)は、漢方薬方剤の一つ。出典は『傷寒論』。

## 効能
強い喉の渇き、著しい発汗、頻尿を症状に持つ体力のある人に使う。

## 構成生薬
知母（チモ）、石膏（セッコウ）、甘草（カンゾウ）、粳米（コウベイ）、人参（ニンジン）。

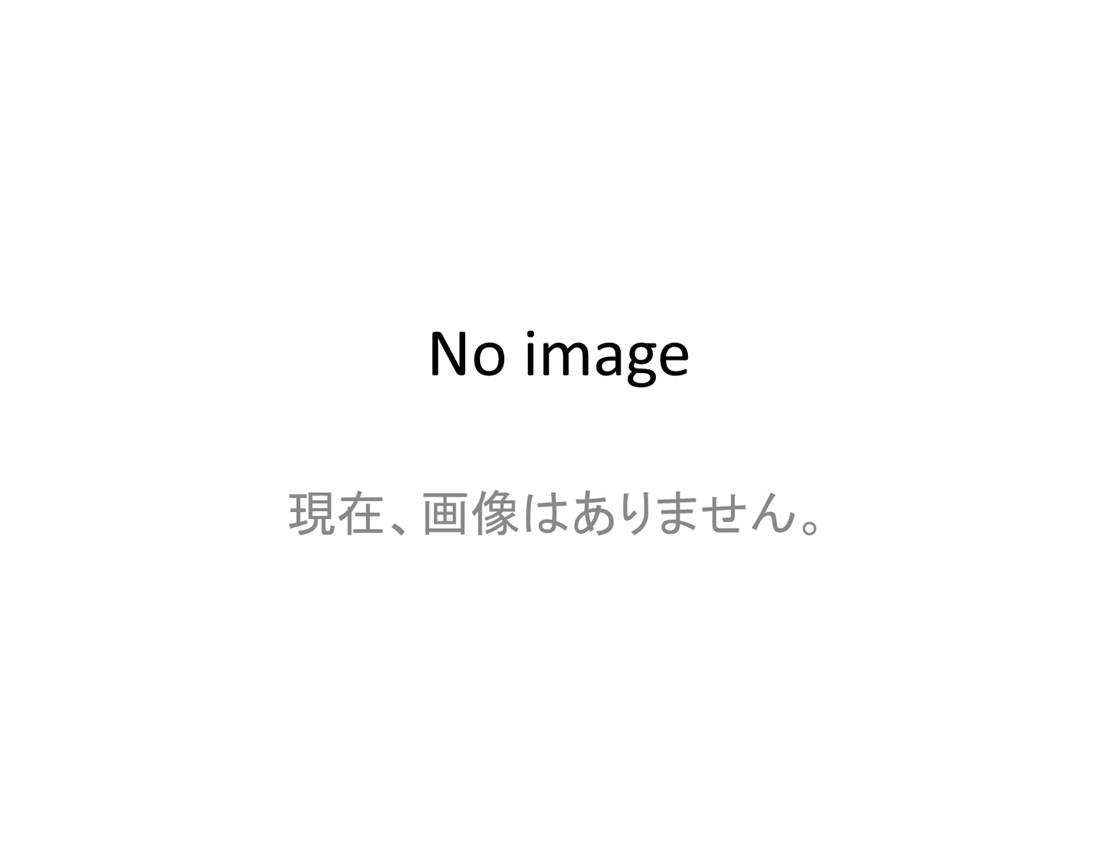
知母
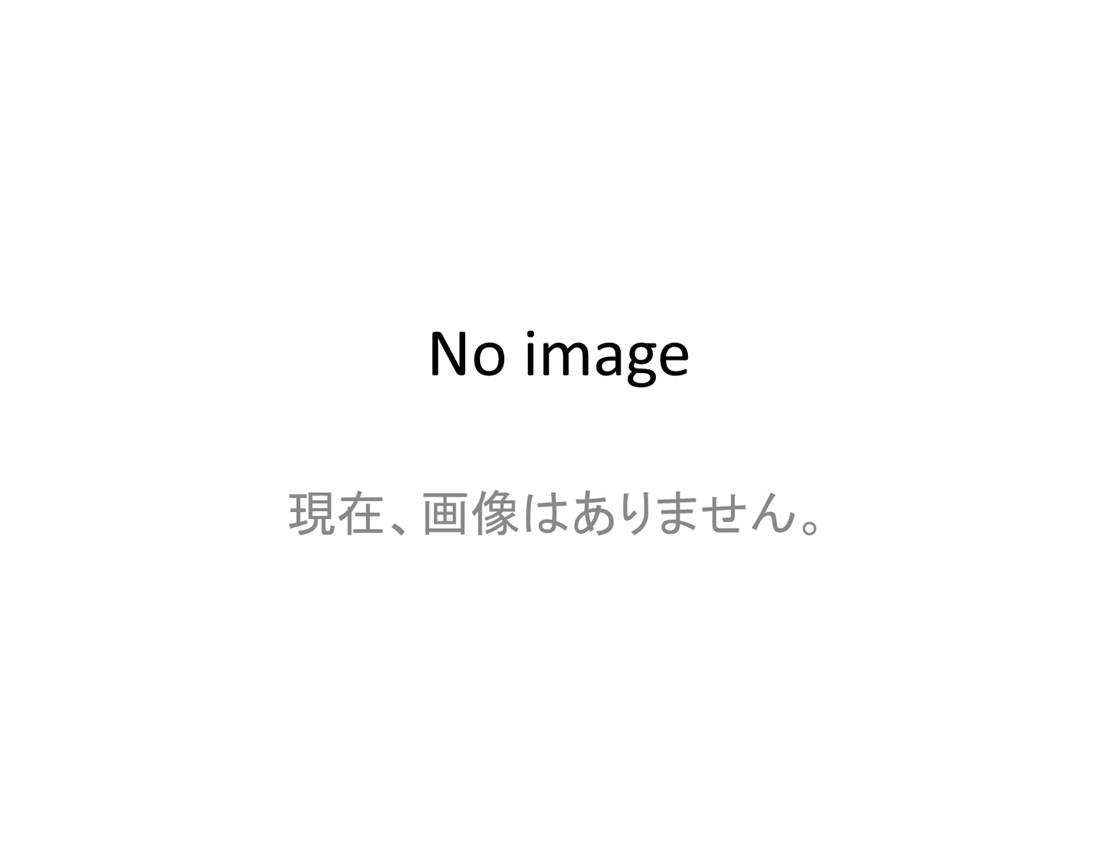
粳米
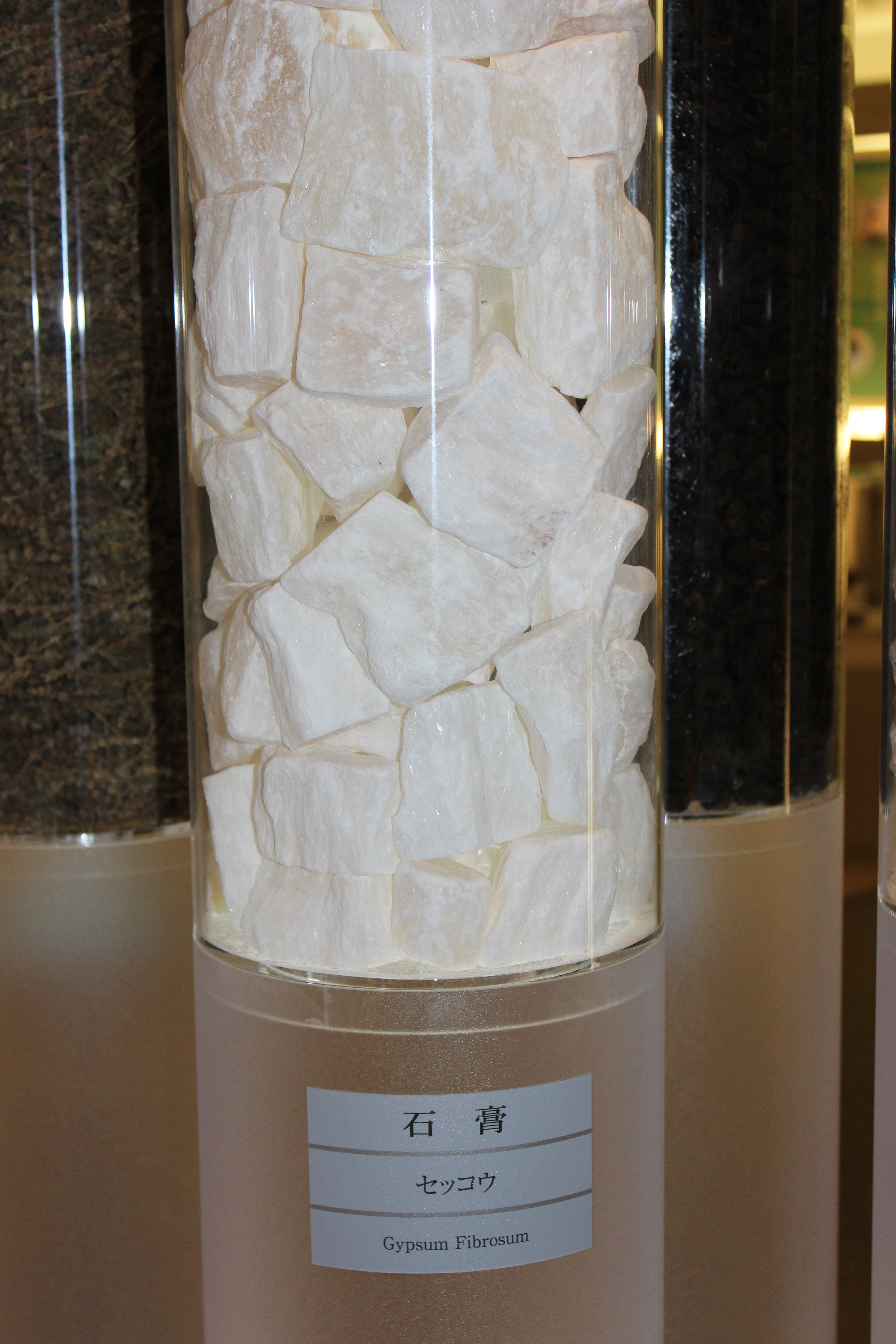
石膏
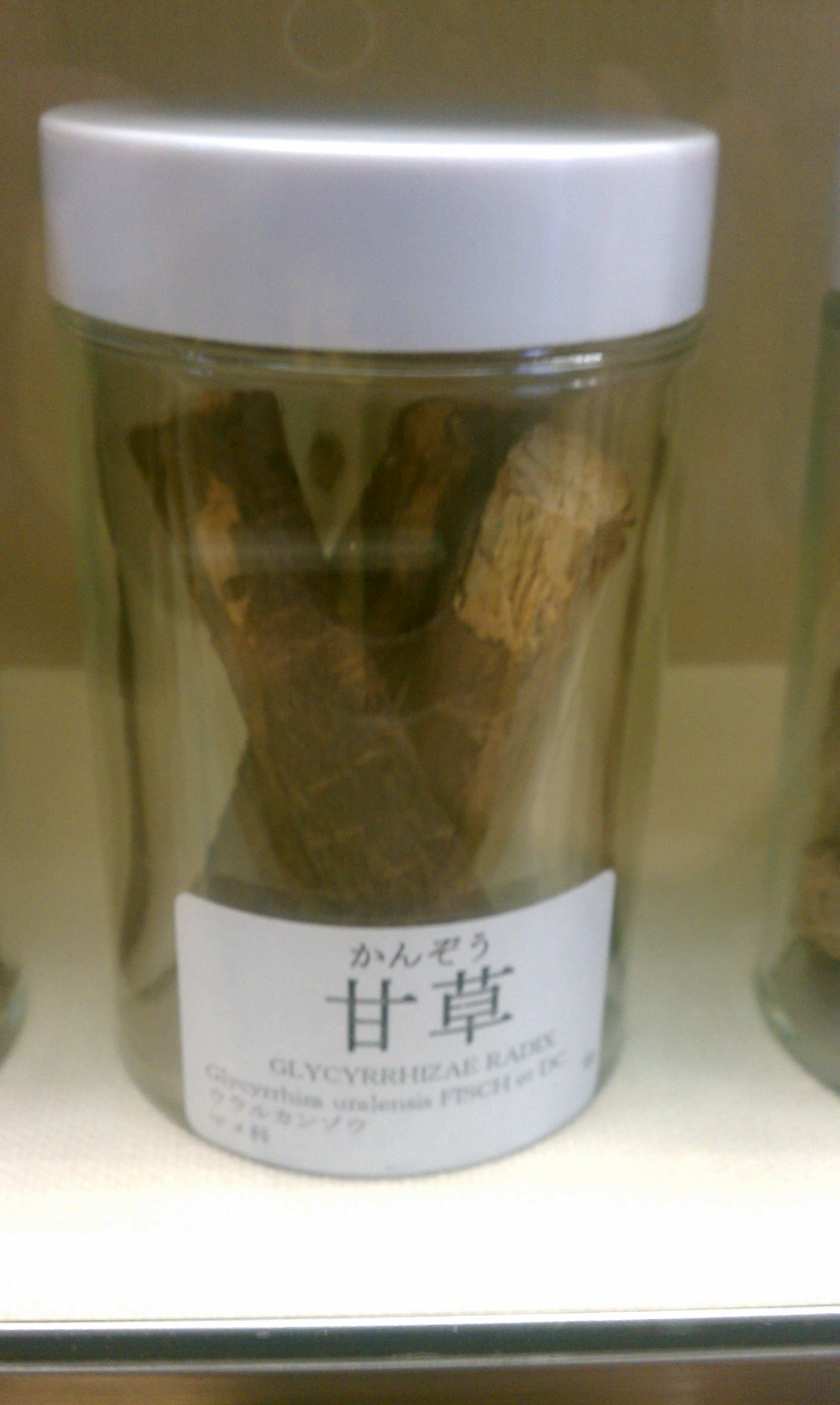
甘草
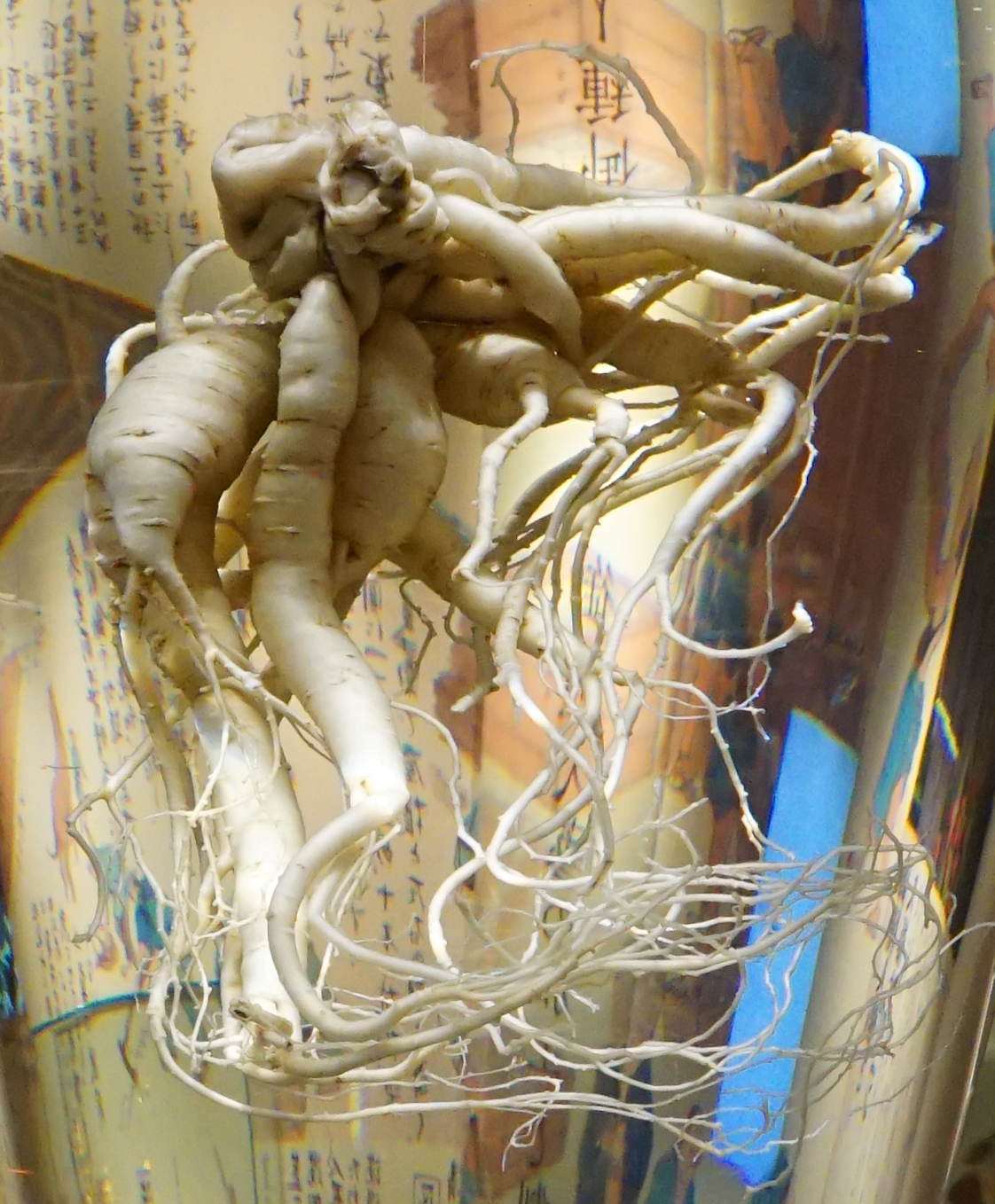
人参